# HMS Talbot (1895)
HMS Talbot – brytyjski krążownik pancernopokładowy typu Eclipse, zbudowany dla Royal Navy pod koniec lat 90. XIX wieku. Od 1896 roku pełnił służbę w rejonach strategicznych dla ówczesnego imperium brytyjskiego: na Bermudach, Dalekim Wschodzie, Wyspach Brytyjskich, w Afryce Wschodniej, Afryce Południowej i na Morzu Śródziemnym. Był świadkiem wojny rosyjsko-japońskiej w latach 1904–1905. Brał udział w I wojnie światowej, uczestnicząc w 1915 roku w kampanii dardanelskiej. Do jego osiągnięć bojowych zalicza się zdobycie we wrześniu 1914 roku niemieckiego statku handlowego. W 1920 roku okręt zakończył służbę, a w roku 1921 został sprzedany na złom.

## Projekt i budowa
HMS „Talbot" był jednym z dziewięciu krążowników pancernopokładowych typu Eclipse, zbudowanych w latach 1893–1898, które były następcami krążowników typu Astraea. Miały większe rozmiary i wyporność (o ponad 1200 ts), wyższą wolną burtę, pojemniejsze zasobnie węglowe (a przez to większy zasięg), silniejsze uzbrojenie główne (o trzy działa kal. 152 mm więcej) i opancerzenie przy zachowaniu podobnej do poprzedników prędkości.
Stępkę krążownika położono w Devonport Dockyard 5 marca 1894 roku, a wodowanie odbyło się ponad rok później – 25 kwietnia 1895 roku. Nazwę HMS „Talbot” otrzymał jako piąty z kolei w brytyjskiej marynarce wojennej, na cześć Johna Talbota, 1. earla Shrewsbury, jednego z czołowych dowódców wojsk angielskich podczas wojny stuletniej. Do służby w Royal Navy okręt wszedł 15 września 1896 roku, klasyfikowany wówczas jako krążownik II klasy. Koszt budowy okrętu wyniósł 273 856 £.

## Dane taktyczno-techniczne

### Charakterystyka ogólna
„Talbot” miał wyporność 5690 t (5600 długich ton) przy długości całkowitej 113,7 m (106,7 m między pionami), szerokości 16,3 m i zanurzeniu 6,25 m. Posiadał podwyższony pokład dziobowy, za którym znajdował się pomost bojowy; na śródokręciu nie miał ciągłej nadbudówki, jedynie w części rufowej znajdował się niewielki pomost nawigacyjny. Dziobnica miała formę taranową, lekko wysuniętą do przodu. Sylwetkę wyróżniały dwa wąskie, szeroko rozstawione i lekko pochylone do tyłu kominy oraz dwa także pochylone maszty palowe. Zasobnie węglowe umieszczono przy burtach, co stanowiło prowizoryczną osłonę przeciwtorpedową. Załoga okrętu składała się z 433 oficerów i marynarzy.

### Urządzenia napędowe
Okręt był napędzany dwoma trzycylindrowymi pionowymi maszynami parowymi potrójnego rozprężania, z których każda poruszała jedną śrubę napędową. Parę dostarczało 8 opalanych węglem kotłów. Maszyny osiągały moc łączną 8000 KM, co pozwalało na osiągnięcie prędkości maksymalnej 18,5 węzła (na próbach przy przeciążeniu maszyn osiągnięto 19,2 węzła przy 8462 KM i 20 węzłów przy 9766 KM). Normalny zapas węgla wynosił 550 t, a maksymalnie okręt mógł zabrać 1075 ton. 

### Uzbrojenie i opancerzenie
Krążownik był uzbrojony początkowo w pięć pojedynczych, osłoniętych pancernymi maskami dział kal. 152 mm (6 cali) QF L/40 (jedno na podwyższonym pokładzie dziobowym, dwa obok siebie na pokładzie rufowym i dwa na stanowiskach burtowych na śródokręciu), sześć pojedynczych, również osłoniętych pancernymi maskami dział kal. 120 mm (4,7 cala) QF L/40 na stanowiskach burtowych na śródokręciu, osiem dział dwunastofuntowych (76 mm) QF L/40, jedno działo trzyfuntowe (47 mm) QF L/40, trzy wyrzutnie torped (dwie burtowe podwodne i jedna rufowa powyżej linii wodnej) kal. 450 mm (18 cali) oraz cztery karabiny maszynowe systemu Maxim 7,7 mm. Na początku XX wieku dokonano wymiany głównego uzbrojenia okrętu, zdejmując wszystkie armaty kal. 152 i 120 mm starego typu. Po tej modernizacji uzbrojenie okrętu przedstawiało się następująco: jedenaście dział kal. 152 mm BL Mk VII L/45, dziewięć dział dwunastofuntowych (76 mm) QF L/40, jedno działo trzyfuntowe (47 mm) QF L/40, trzy wyrzutnie torped kal. 450 mm oraz cztery karabiny maszynowe 7,7 mm. Na początku I wojny światowej krążownik był uzbrojony w jedenaście dział kal. 152 mm, osiem dział 76 mm, jedno działo 47 mm, trzy wyrzutnie torped kal. 450 mm oraz pięć karabinów maszynowych 7,7 mm. W trakcie I wojny światowej uzbrojenie ograniczono do dziewięciu dział kal. 152 mm, czterech dział 76 mm i jednego działa 47 mm, pozostawiając uzbrojenie torpedowe i lekką broń strzelecką bez zmian. Wewnętrzny pokład pancerny miał grubość od 38 do 76 mm (1,5–3 cale), wieża dowodzenia miała ściany grubości do 152 mm, a maszynownię chroniły płyty o grubości 152 mm. Działa artylerii głównej były chronione osłonami o grubości 76 mm.

## Przebieg służby

### Okres przed I wojną światową
Początkowo krążownik pełnił służbę na Bermudach, jednak po kilku latach powrócił do metropolii, kotwicząc w Devonport. W kwietniu 1901 roku skierowany został do pełnienia służby na Dalekim Wschodzie, do brytyjskiego wówczas Hongkongu. Przebywając na początku 1904 roku w koreańskim porcie Czemulpo, pod dowództwem komandora Lewisa Bayly, był świadkiem wysadzenia desantu japońskiego i bitwy pod Czemulpo 9 lutego 1904 roku, w wyniku której samozatopieniu uległy dwa rosyjskie okręty: krążownik pancernopokładowy „Wariag” oraz kanonierka „Koriejec”. Dowódca „Talbota” odegrał pewną rolę tych w wydarzeniach, jako starszy wśród dowódców okrętów państw kolonialnych na redzie, składając protest przeciw działaniom Japonii i nakłaniając Rosjan do wyjścia z portu. Sprzeciwił się też wysadzeniu w powietrze krążownika „Wariag” z uwagi na bezpieczeństwo innych okrętów. Po bitwie natomiast „Talbot” przyjął na pokład rosyjskich marynarzy. 
Po powrocie na Wyspy Brytyjskie krążownik skierowany został do rezerwy, stacjonując w Nore (estuarium Tamizy); w 1906 roku został przeniesiony do Devonport. W latach 1907–1909 krążownik wchodził w skład Floty Kanału, a w okresie od 1909 do 1910 służył w 2. Eskadrze Okrętów Liniowych Home Fleet, stacjonując w latach 1911–1912 w bazie na wyspie Haulbowline w Zatoce Cork w Irlandii. W latach 1912–1913 okręt wchodził w skład 3. Floty. W 1912 roku krążownik osiadł na mieliźnie pokonując Kanał Sueski. W 1913 roku przeniesiony został do 7. Flotylli Niszczycieli, jednak wkrótce powrócił do 3. Floty, stacjonując w Devonport do 1914 roku.

### I wojna światowa
W momencie wybuchu I wojny światowej HMS „Talbot" (wraz z bliźniaczym HMS „Eclipse”) wchodził w skład 12. Eskadry Krążowników, której zadaniem była ochrona żeglugi na zachodnich podejściach do kanału La Manche (tzw. Force „G”). We wrześniu 1914 roku nieopodal półwyspu Lizard okręt zatrzymał i zdobył niemiecki statek handlowy. W kwietniu 1915 roku krążownik włączono w skład sił uczestniczących w nieudanej operacji opanowania Dardaneli, gdzie wspierał ogniem swoich dział oddziały ANZAC walczące na półwyspie Gallipoli (lądowanie na plaży "Y" 25 kwietnia 1915 roku, desant w zatoce Suvla 6 sierpnia 1915 roku). 
Między 1916 a połową 1917 roku okręt pełnił służbę w Afryce Wschodniej, stacjonując głównie w Zanzibarze. W tym czasie oprócz żmudnej służby patrolowej i eskortowej wielokrotnie ostrzeliwał pozycje wojsk niemieckich w okolicy Dar es Salaam, w Niemieckiej Afryce Wschodniej. W czerwcu 1917 roku krążownik skierowano na wody Afryki Południowej. Okręt operował w tym czasie z bazy Simon’s Town nieopodal Kapsztadu, gdzie był dokowany w październiku 1917 roku. W listopadzie 1917 roku okręt ponownie trafił do Afryki Wschodniej, gdzie pełnił głównie służbę patrolową. W lipcu 1918 roku „Talbot” przeniesiony został po raz kolejny do Afryki Południowej. 11 lipca nastąpiła zmiana na stanowisku dowódcy okrętu: Robert Cathcart Kemble Lambert (który dowodził krążownikiem od stycznia 1916 roku) został zastąpiony przez komandora Lionela Fitzgeralda Maitland-Kirwana (który przybył na okręt 24 lipca 1918 roku). Na przełomie września i października 1918 roku okręt trafił do suchego doku w Simon’s Town, a sporą część załogi ogarnęła epidemia hiszpanki.

### Ostatnie lata służby
Po zakończeniu wojny w listopadzie 1918 roku okręt trafił do Afryki Wschodniej, a w 1919 roku służył na Morzu Śródziemnym, powracając do Devonport w listopadzie 1919 roku. Zakończył służbę w Queenstown w 1920 roku. Sprzedano go na złom 6 grudnia 1921 roku firmie Multiocular S. Bkg Co..